# Becket (1964)
Becket is een film uit 1964 geregisseerd door Peter Glenville. De hoofdrollen worden gespeeld door Richard Burton, Peter O'Toole en John Gielgud. De film is gebaseerd op het toneelstuk Becket or The Honour of God van Jean Anouilh.
De film werd genomineerd voor twaalf Oscars, waaronder de Oscar voor beste film. De film wist uiteindelijk één nominatie te verzilveren.

## Rolverdeling
| Acteur                                                  | Personage            |
| ------------------------------------------------------- | -------------------- |
| Richard Burton – Thomas Becket                          |                      |
| Peter O'Toole – Koning Henry II van Engeland            |                      |
| John Gielgud – Louis VII                                |                      |
| Paolo Stoppa – Pope Alexander III                       |                      |
| Donald Wolfit – Gilbert Foliot                          |                      |
| David Weston – Brother John                             |                      |
| Martita Hunt – Empress Matilda, moeder van Henry II     |                      |
| Pamela Brown – Eleanor of Aquitaine, vrouw van Henry II |                      |
| Siân Phillips – Gwendolen                               |                      |
| Felix Aylmer – Theobald of Bec                          |                      |
| Gino Cervi – Cardinal Zambelli                          |                      |
| Percy Herbert – Baron                                   |                      |
| Niall MacGinnis – Baron                                 |                      |
| Christopher Rhodes – Baron                              |                      |
| Peter Jeffrey – Baron                                   |                      |
| Inigo Jackson – Robert de Beaumont                      |                      |
| John Phillips – Bisschop van Winchester                 |                      |
| Frank Pettingell – Bisschop van York                    |                      |
| Hamilton Dyce – Bisschop van Chichester                 |                      |
| Jennifer Hilary – Peasant's dochter                     |                      |
| Véronique Vendell – Marie                               |                      |
| Graham Stark                                            | The Pope's Secretary |
| Elizabeth Taylor                                        | Dorpbewoner          |
| Victor Spinetti                                         | Kleermaker           |

## Prijzen en nominaties
| Jaar | Prijs                   | Categorie                                                         | Genomineerde(n) | Uitslag     |
| ---- | ----------------------- | ----------------------------------------------------------------- | --------------- | ----------- |
| 1965 | Academy Awards          | Beste film                                                        | Beste film      | Genomineerd |
| 1965 | Beste bewerkte scenario | Edward Anhalt                                                     | Gewonnen        |             |
| 1965 | Beste acteur            | Richard Burton                                                    | Genomineerd     |             |
| 1965 | Beste acteur            | Peter O'Toole                                                     | Genomineerd     |             |
| 1965 | Beste mannelijke bijrol | John Gielgud                                                      | Genomineerd     |             |
| 1965 | Beste regisseur         | Peter Glenville                                                   | Genomineerd     |             |
| 1965 | Beste montage           | Anne V. Coates                                                    | Genomineerd     |             |
| 1965 | Beste camerawerk        | Geoffrey Unsworth                                                 | Genomineerd     |             |
| 1965 | Beste productieontwerp  | John Bryan, Maurice Carter, Patrick McLoughlin, Robert Cartwright | Genomineerd     |             |
| 1965 | Beste kostuumontwerp    | Margaret Furse                                                    | Genomineerd     |             |
| 1965 | Beste originele muziek  | Laurence Rosenthal                                                | Genomineerd     |             |
| 1965 | Beste geluid            | John Cox                                                          | Genomineerd     |             |